# سقاخانه حضرت ابوالفضل
سقاخانه حضرت ابوالفضل (ارباب میرزا) در مرکز شهرکرد، خیابان ۱۲ محرم جنوبی کوچه ابو محمد واقع شده‌است.
در سال ۱۳۳۰ سقاخانه ارباب میرزا که هشتی منزل مسکونی وی بوده و پس از جمع‌آوری اعانات مردمی خریداری و گنبد دوپوشه آجری بر روی آن احداث می‌شود و آب آن از چاهی که بعدها به علت خیابان کشی خشک شده بود تهیه می‌شده‌است.